# 海上诗派
海上诗派是孟浪、王寅、陈东东、刘漫流等在上海成立的現代主義新詩流派。
海上诗派一词的由来是“上海”的倒置，即“海上”。其用意是暗示一种对孤独的诗性表达。
海上诗派的诗歌作品集有《海上》、《大陆》、《城市的孩子》、《广场》、《作品》等。